# Давидович, Александр Иванович
Александр Иванович Давидович (бел. Аляксандр Іванавіч Давыдовіч; род. 13 февраля 1981, Минск) — белорусский футболист, игравший на позиции защитника.

## Клубная карьера
Воспитанник минского «Торпедо». Взрослую карьеру начал в белорусских клубах первой и второй лиг «Вейно-Днепр», АФВИС-РШВСМ и «Динамо-Юни» (Минск).
В 2002 году уехал в Литву, где защищал цвета вильнюсского «Жальгириса». В футболке столичного литовского клуба в местном чемпионате сыграл 23 матча и отметился тремя голами. В начале 2003 года переехал на Украину, где подписал контракт с харьковским «Арсеналом». Дебютировал в первой лиге 19 марта 2005 года в выездном поединке 19-го тура против золочевского «Сокола», вышел на поле в стартовом составе и отыграл весь матч. В течение своего пребывания в «Арсенале» сыграл 25 матчей в первой лиге и 1 матч в кубке Украины. Одновременно летом 2003 года стал играть за другой харьковский клуб, «Гелиос», который выступал во второй лиге Украины. Дебютировал в команде 23 августа 2003 года в домашнем поединке 4-го тура группы «В» против мариупольского «Ильичевца-2». Давыдович вышел в стартовом составе, а на 46 минуте его заменил Александр Храбров. Осенью 2003 года выступал за оба клуба, весной 2004 года играл только за «Гелиос». Единственным голом в футболке харьковского клуба отличился 30 апреля 2004 на 73 минуте выездного поединка 22-го тура против запорожского «Металлурга-2». В футболке «Гелиоса» сыграл 13 матчей и отметился 1 голом.
С 2004 по 2005 годы защищал цвета клубов «Локомотив» (Витебск) и «Славия-Мозырь» в высшей лиге Белоруссии. В 2006 году перешел в «Сморгонь», цвета которого защищал до 2009 года, с этим клубом вышел из первой лиги в высшую.
С 2010 по 2012 годы выступал в первой лиге в клубах «Гранит» (Микашевичи), «Верас» (Несвиж) и «Слуцк». В 2014 году завершил футбольную карьеру в составе клуба второй лиги «Белита-Витекс».
Всего в высшей лиге Белоруссии сыграл 85 матчей и забил 3 гола.